# George Simpson (cyclisme)
Pour les articles homonymes, voir George Simpson et Simpson.
George Simpson, né le 30 septembre 1993 à Fort Collins, est un coureur cycliste américain.

## Palmarès
- 2015
  - Longmont Criterium
- 2016
  - Louisville Criterium
  - Boulder Orthopedics Criterium
  - 4e étape de la Gateway Cup
- 2017
  - Melon City Criterium
  - Kwik Star Criterium
  - Littleton Twilight Criterium
- 2018
  - 2e étape de la Pace Bend Road Race
- 2019
  - Champion du Colorado du contre-la-montre
  - 1re étape de la Steamboat Springs Stage Race (contre-la-montre)
  - 2e de la Winston-Salem Cycling Classic
  - 3e du championnat des États-Unis du contre-la-montre
  - 3e du Chrono Kristin Armstrong
- 2020
  - Champion du Colorado du contre-la-montre
- 2021
  - Champion du Colorado du contre-la-montre
  - 4e étape de la Joe Martin Stage Race
- 2022
  - 3e étape du Tour of the Gila (contre-la-montre)
  - 3e du championnat des États-Unis du contre-la-montre

## Classements mondiaux
| Année                                 | 2018  | 2019 | 2020  | 2021  | 2022  |
| ------------------------------------- | ----- | ---- | ----- | ----- | ----- |
| Classement mondial                    | 1825e | 914e | 1153e | 1576e | 1401e |
| UCI America Tour                      | 217e  | 110e | 94e   | 255e  | 192e  |
|                                       |       |      |       |       |       |
| Légende : nc = non classéSource : UCI |       |      |       |       |       |